# Liste der Stolpersteine in Alsleben (Saale)
Die Liste der Stolpersteine in Alsleben (Saale) enthält die Stolpersteine, welche im Rahmen des gleichnamigen Kunst-Projekts von Gunter Demnig in Alsleben (Saale) verlegt wurden. Mit ihnen soll Opfern des Nationalsozialismus gedacht werden, die in Alsleben (Saale) lebten und wirkten. Bei der bislang einzigen Verlegeaktion wurden am 1. Dezember 2017 zwei Steine an einer Adresse verlegt.

## Liste der Stolpersteine
| Bild              | Adresse         | Datum        | Inschrift                                                                                          | Name, Leben |
| ----------------- | --------------- | ------------ | -------------------------------------------------------------------------------------------------- | --- |
| weitere Bilder \| | Burgstraße 22 · | 1. Dez. 2017 | Hier wohnte Anna Rosenberg geb. Pintus Jg. 1865 deportiert 1942 Theresienstadt ermordet 30.10.1942 | Anna Rosenberg geb. Pint(h)us (1865–1942) Anna Rosenberg stammte aus Seehausen (Altmark). Sie war verheiratet mit Herman Rosenberg und hatte mit ihm zwei Söhne namens Fritz und Georg und eine Tochter namens Minna. Die Familie betrieb seit 1882 in Alsleben ein Bekleidungsgeschäft. Die beiden Söhne fielen im Ersten Weltkrieg; Herman Rosenberg starb 1932. 1938 wurde das Geschäft der Familie enteignet. Am 25. Juni 1942 musste Anna Rosenberg Alsleben verlassen und in ein jüdisches Altersheim nach Halle (Saale) umziehen. Von dort aus wurde sie am 19. September 1942 ins Ghetto Theresienstadt deportiert, wo sie am 30. Oktober 1942 den Tod fand. |
| weitere Bilder \| | Burgstraße 22 · | 1. Dez. 2017 | Hier wohnte Minna Rosenberg Jg. 1884 deportiert 1942 Sobibor ermordet 3.6.1942                     | Minna Rosenberg (1884–1942) Minna Rosenberg wurde in Alsleben geboren. Sie blieb unverheiratet und arbeitete im Familiengeschäft. Von Halle (Saale) aus wurde sie am 1. Juni 1942 ins Vernichtungslager Sobibor deportiert und dort direkt nach ihrer Ankunft zwei Tage später ermordet. |